# Джульетта (месторождение)
Джульетта — месторождение золотых и серебряных руд, расположенное в верховьях реки Левый Джугаджак, в Омсукчанском районе Магаданской области России.

## История открытия
Открыто в 1989 году в ходе проведения литогеохимической съёмки по вторичным ореолам рассеяния масштаба 1:50 000 (опережающих работ, сопутствующих геологической съемке масштаба 1:50 000). Внимание исследователей привлекли развалы карбонат-кварцевых жил с высокими содержаниями золота и серебра. Ранее месторождение было «пропущено» при проведении традиционных видов поисковых работ, оказавшихся эффективными на соседних площадях: шлихового опробования и геохимической съёмки по потокам рассеяния масштаба 1:200 000. Возможным объяснением является развитие в речных долинах ледниковых отложений, препятствующих распространению в аллювии геохимических и минералогических ореолов от месторождения. Месторождение разведано канавами с поверхности через 20-40 м, скважинами по сети 20×20 м, штольневыми горизонтами.

## Содержания и запасы
Средние содержания золота в рудах — 29 г/т, серебра — 360 г/т. Месторождение оценивается как среднее по масштабам. Запасы золота 32 тонны.